# Диорит

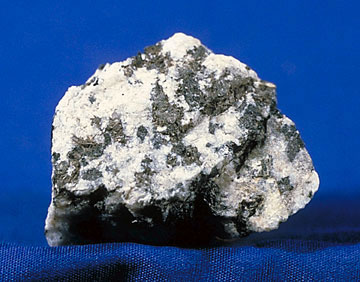
Диорит

Диорит (фр. diorite, др.-греч. διορίζω — разграничиваю, различаю) — магматическая плутоническая горная порода среднего состава, нормального ряда щёлочности. Состоит из плагиоклаза (андезина, реже олигоклаза-андезина) и одного или нескольких цветных минералов, чаще всего обыкновенной роговой обманки. Встречаются также биотит или пироксен. Цветных минералов около 30 %. Иногда присутствует кварц, и тогда порода носит название кварцевого диорита.

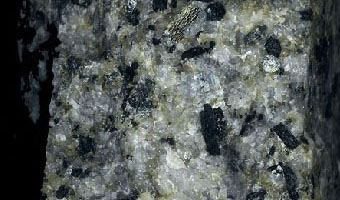
Диорит из Словакии

## Минеральный состав
Главными минералами являются средний плагиоклаз (андезин или олигоклаз), роговая обманка, реже авгит и биотит, кварц, иногда присутствует калиевый полевой шпат. Акцессорные минералы представлены титанитом, апатитом, магнетитом, ильменитом, цирконом.
Средний химический состав: SiO2 52—65 %, ТіO2 0,3—1,5 %, Al2O3 14—20 %, Fe2O3 1,5—5 %, FeO 3—6 %, MgO 0,8—6 %, CaO 4—9 %, Na2O 2—6,5 %, К2О 0,3—2 %.

## Свойства
- Цвет. Обычно тёмно-зелёный или коричнево-зелёный, часто имеет серые оттенки.
- Структура. Полнокристаллическая, равномерно кристаллическая, от мелко- до гигантозернистой.
- Текстура. Однородная.
- Удельный вес. 2,67—2,92.
- Форма залегания. Штоки, жилы, лакколиты и другие интрузивные массивы. Диориты часто встречаются совместно с гранитами, слагая отдельные фазы внедрения сложнопостроенных батолитов.
- Отдельность. Пластовая, параллелепипедальная.
- Диагностика. Окраска диорита более светлая, чем у габбро, иногда имеют совершенно лейкократовый облик.

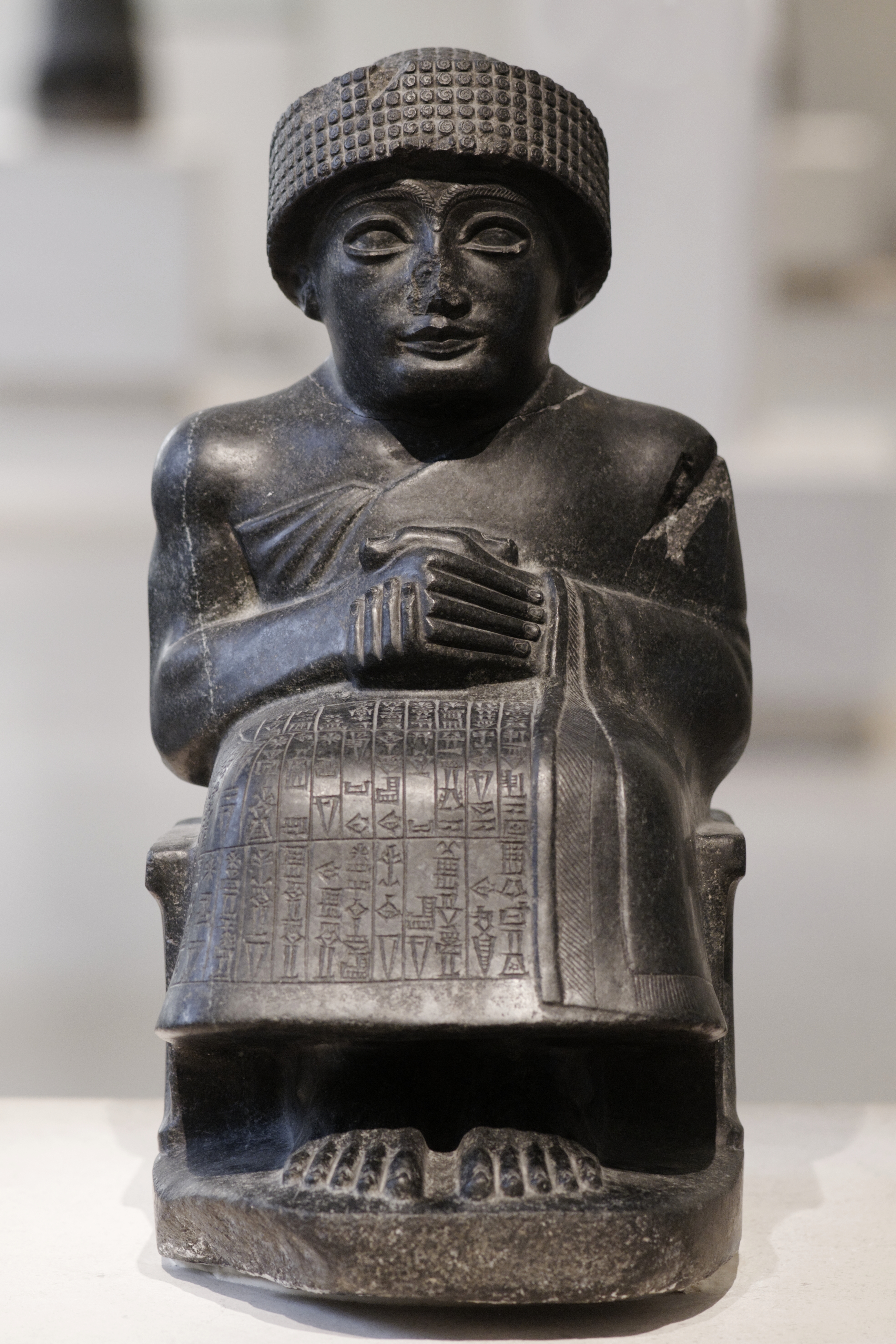
Статуя Гудеа, Лувр

## Практическое значение
Служит строительным материалом в виде щебня и песка, используется для облицовки зданий, изготовления ваз, столешниц, постаментов и так далее.
В древнейших цивилизациях Египта и Месопотамии диорит использовался для изготовления орудий и скульптуры. В Месопотамии из диорита изготавливали статуи и стелы с надписями, причём камень был привозным и доставлялся, как подтвердили недавние исследования, по древним торговым путям с юго-востока Ирана, где в то время жили носители джирофтской культуры. На стеле из чёрного диорита был высечен Свод законов Хаммурапи (XVIII век до н. э.) — древнейший из сохранившихся законодательных сборников. Не менее известна изготовленная из диорита статуя Гудеа — шумерского правителя государства Лагаш (XXII век до н. э.).
В связи с диоритами часто развиваются золотоносные кварцевые жилы.

## Месторождения
Северная Америка (Кордильеры). Распространён в Великобритании, Центральной Азии (Казахстан), России (Урал, например, Сангалыкское месторождение диорита в Башкортостане, Чёрная сопка в Берёзовском районе Красноярского края, Северный Кавказ, Кабардино-Балкария) и в других районах мира.

## Разновидности
Различают разновидности: кварцевые, бескварцевые, роговообманковые, авгитовые и биотитовые диориты.